# Yuriy Ryazanov
Pour les articles homonymes, voir Riazanov.
Iouri Sergueïevitch Riazanov (en russe : Ю́рий Серге́евич Ряза́нов ; 21 mars 1987 – 20 octobre 2009) était un gymnaste russe.

## Palmarès

### Jeux olympiques
- Pékin 2008
  - 17e lors des qualifications.

### Championnats du monde
- Aarhus 2006
  -  médaille d'argent au concours général par équipes.

- Londres 2009
  -  médaille de bronze au concours général individuel.

### Championnats d'Europe
- Amsterdam 2007
  -  médaille de bronze au concours général individuel.

- Lausanne 2008
  -  médaille d'or au concours général par équipes.

- Milan 2009
  -  médaille de bronze au concours général individuel.